# Емпоріем (Пенсільванія)
Емпоріем (англ. Emporium) — місто (англ. borough) в США, в окрузі Камерон штату Пенсільванія. Населення — 1923 особи (2020).

## Географія
Емпоріем розташований за координатами 41°30′37″ пн. ш. 78°14′3″ зх. д. / 41.51028° пн. ш. 78.23417° зх. д. (41.510393, -78.234069). За даними Бюро перепису населення США в 2010 році місто мало площу 1,95 км², з яких 1,84 км² — суходіл та 0,11 км² — водойми.

## Демографія
Згідно з переписом 2010 року, у селищі мешкали 2073 особи в 956 домогосподарствах у складі 498 родин. Густота населення становила 1066 осіб/км². Було 1140 помешкань (586/км²).
Расовий склад населення:
| - 98,1 % — білих - 0,5 % — чорних або афроамериканців - 0,4 % — корінних американців - 0,4 % — азіатів |

До двох чи більше рас належало 0,6 %. Частка іспаномовних становила 0,6 % від усіх жителів.
За віковим діапазоном населення розподілялося таким чином: 21,8 % — особи молодші 18 років, 57,4 % — особи у віці 18—64 років, 20,8 % — особи у віці 65 років та старші. Медіана віку мешканця становила 43,8 року. На 100 осіб жіночої статі у селищі припадало 88,6 чоловіків; на 100 жінок у віці від 18 років та старших — 85,2 чоловіків також старших 18 років.
Середній дохід на одне домашнє господарство становив 52 039 доларів США (медіана — 34 886), а середній дохід на одну сім'ю — 59 168 доларів (медіана — 48 967). Медіана доходів становила 41 078 доларів для чоловіків та 25 032 долари для жінок. За межею бідності перебувало 18,3 % осіб, у тому числі 32,2 % дітей у віці до 18 років та 5,0 % осіб у віці 65 років та старших.
Цивільне працевлаштоване населення становило 893 особи. Основні галузі зайнятості: виробництво — 42,1 %, освіта, охорона здоров'я та соціальна допомога — 15,5 %, роздрібна торгівля — 9,7 %, мистецтво, розваги та відпочинок — 6,9 %.